# Sorghus

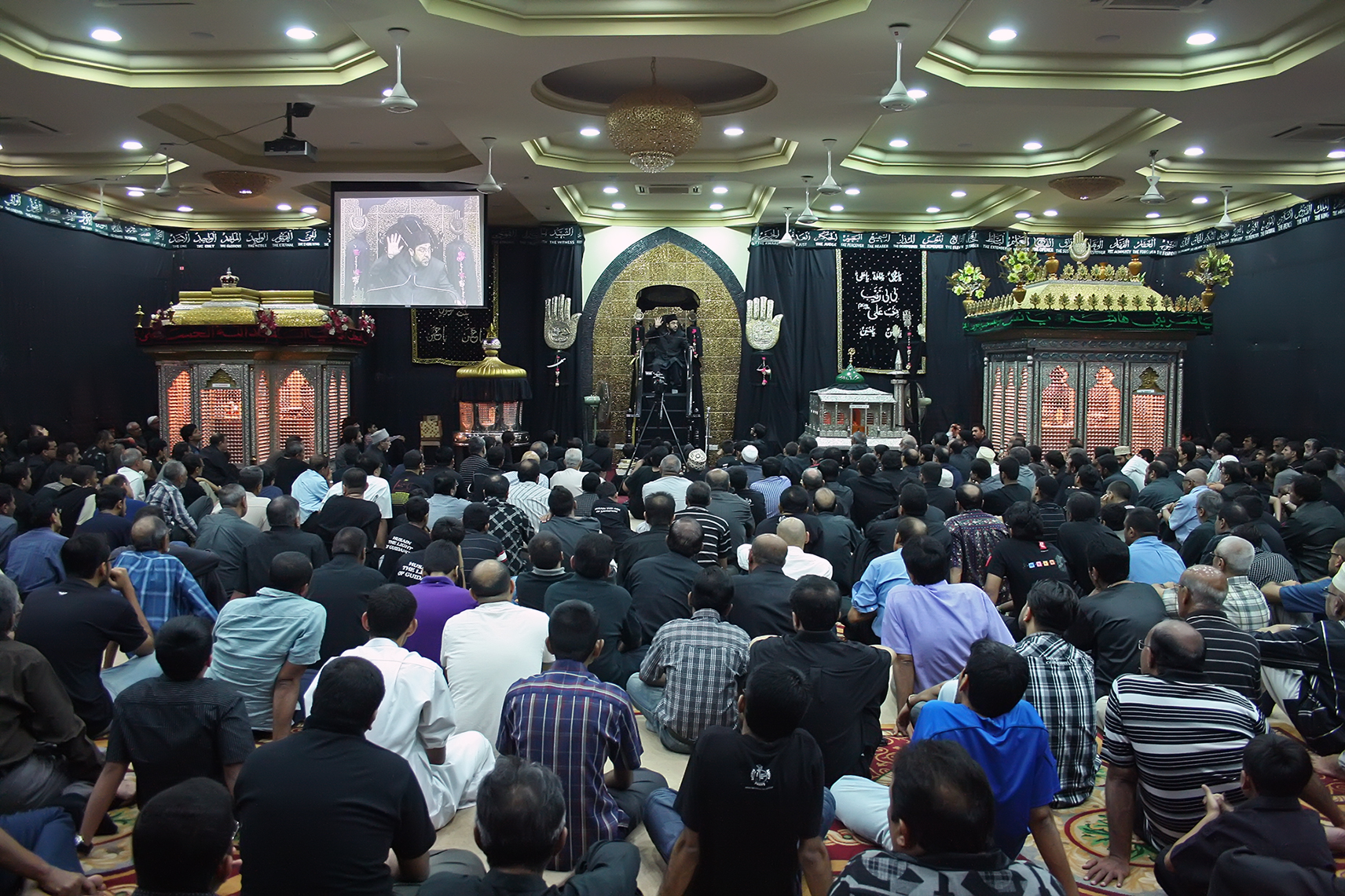
Shiamuslimer i Dar es-Salaam, Tanzania lyssnar på en föreläsning i en hussainia under månaden muharrams sorgeceremonier.

Sorghus (arabiska: hussainia, حسينية), även benämnt Husayniya, är en hall för shiaceremonier. Shiamuslimer träffas i sorghus och hedrar Imam Hussein, som dödades av Yazid I i Karbala år 680 e.Kr.

## Galleri

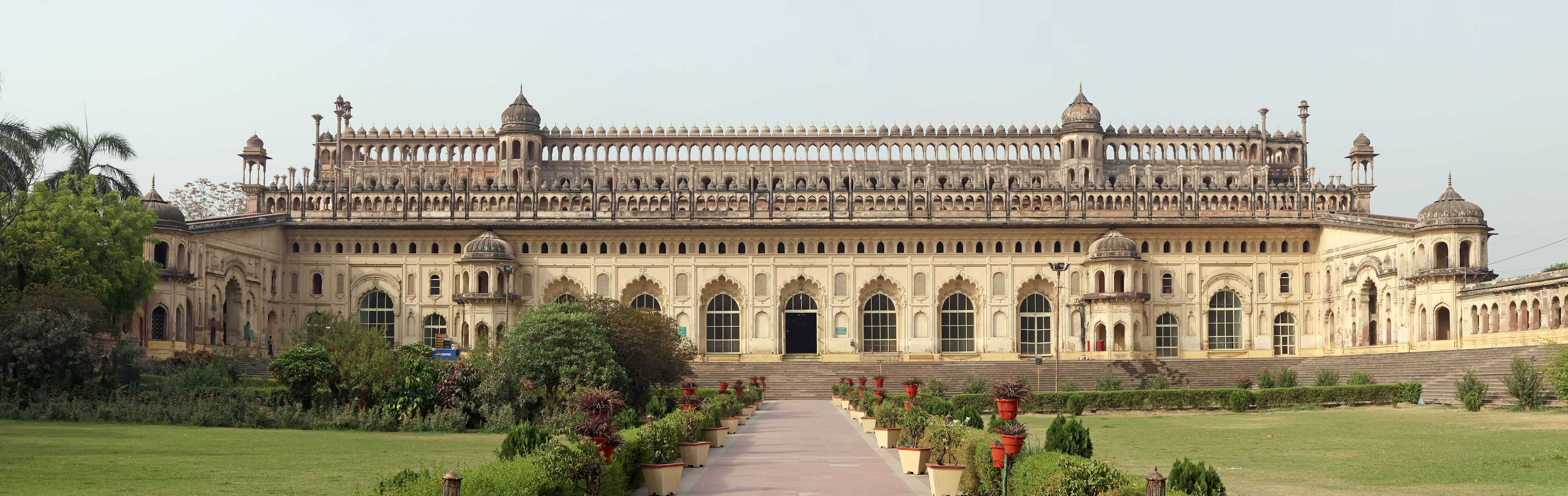
Asifi Imambara i Lucknow.
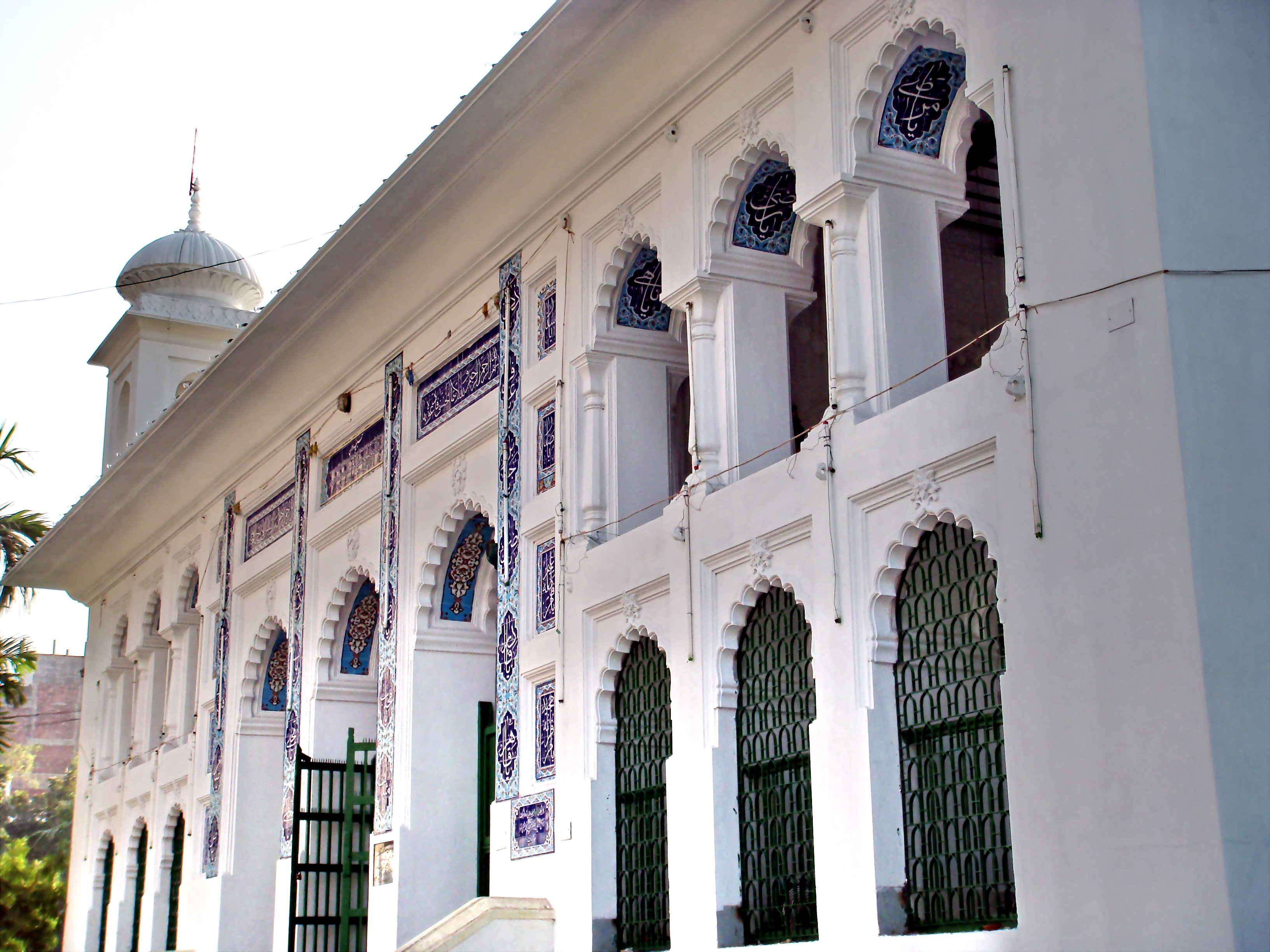
Hussaini Dalan i Dhaka.
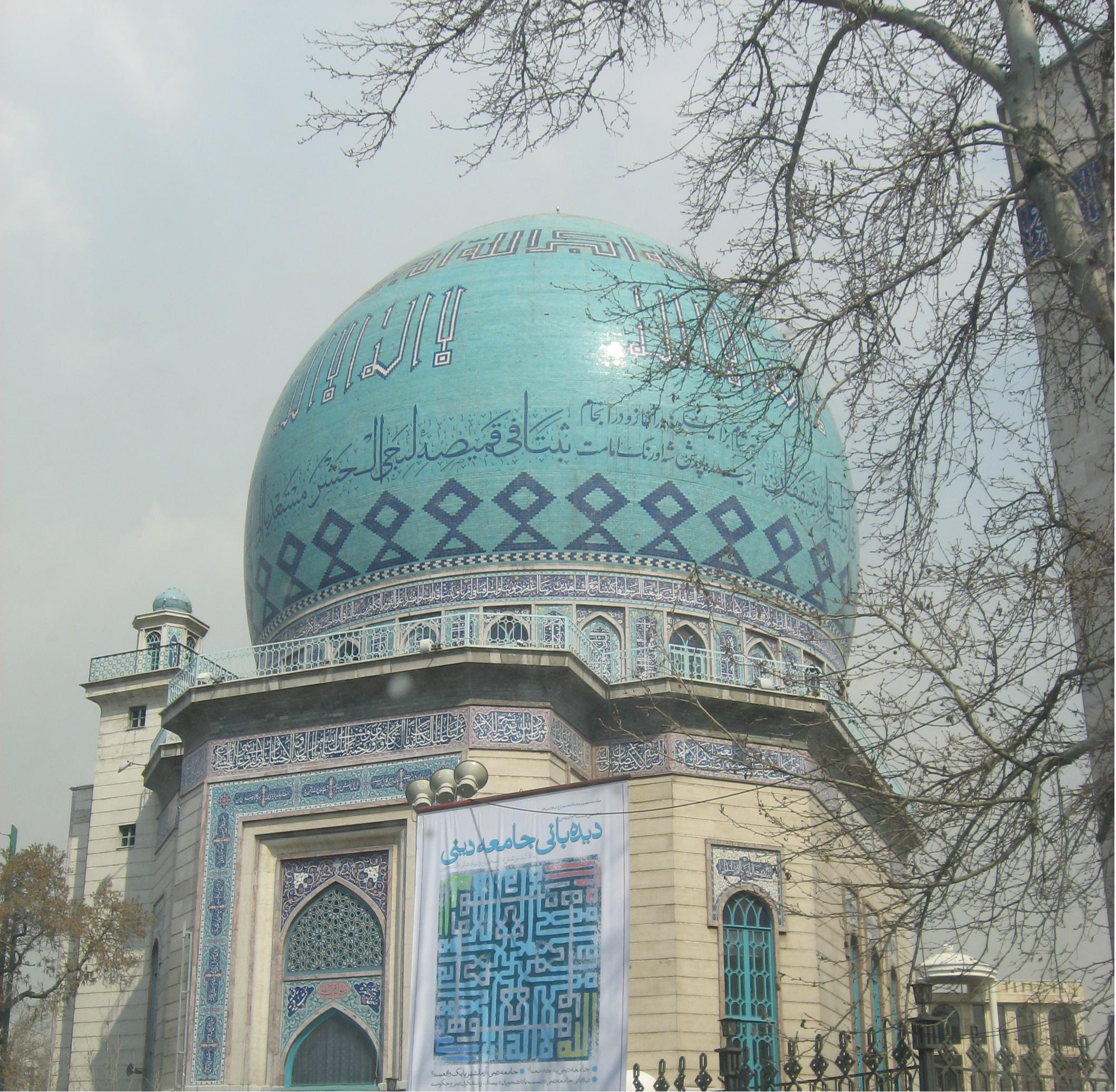
Hosseiniye Ershad är ett känt sorghus i Teheran.
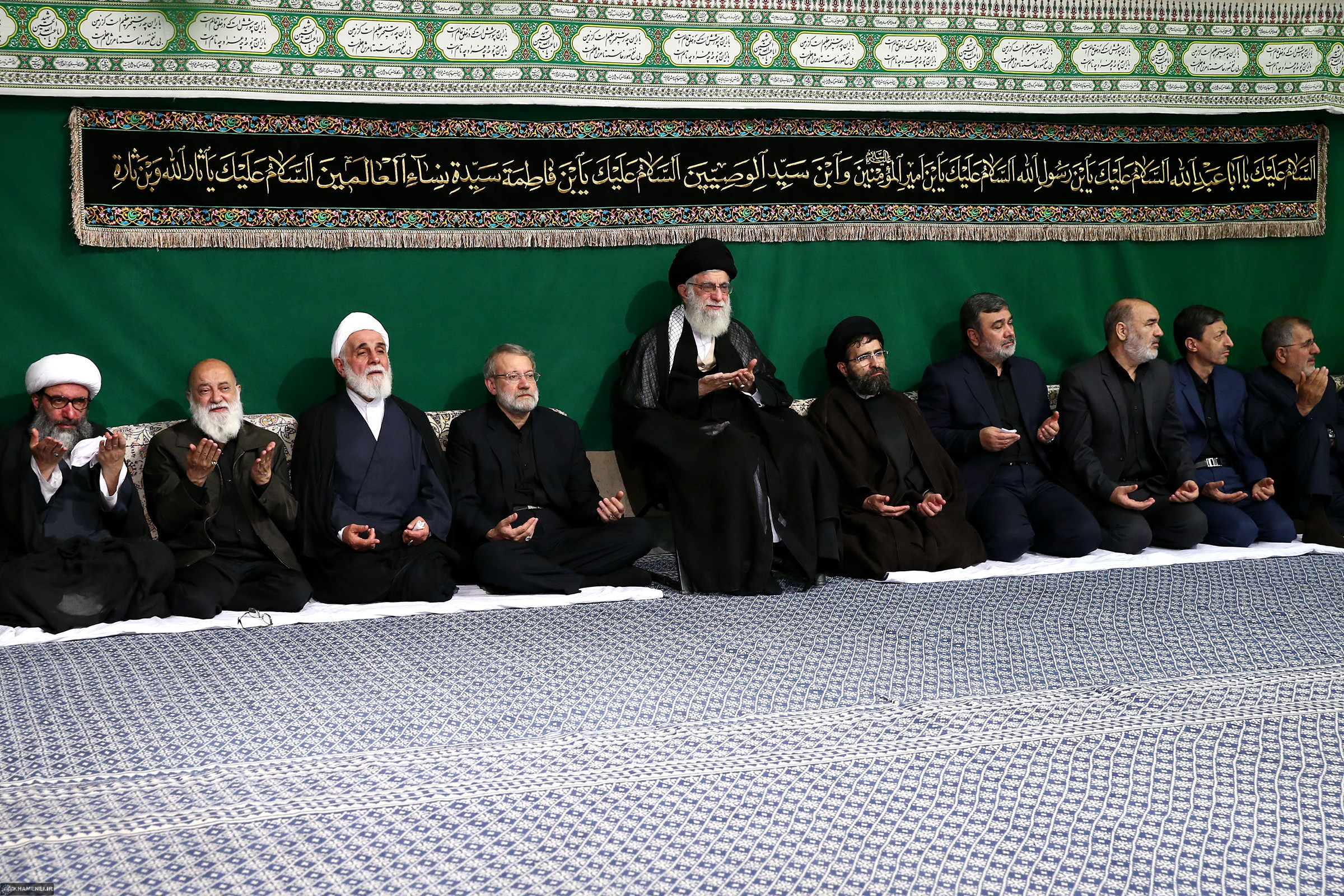
Imam Khomeini Hossainiya.